# Big (serie de televisión)
Big (en hangul, 빅; romanización revisada, Big) es una serie de televisión surcoreana de comedia romántica emitida durante 2012 y protagonizada por Gong Yoo, Lee Min-jung, Shin Won-ho y Bae Suzy. Fue escrita por las hermanas Hong, un dúo de escritoras anteriormente famosas por The Greatest Love (2011), You're Beautiful y My Girl (2005). También marca el regreso a la televisión del actor Gong Yoo, tras su papel en El príncipe del café en 2007 y desde que fue dado de alta del servicio militar obligatorio.
Fue transmitida por KBS 2TV desde el 4 de junio hasta el 24 de julio de 2012, finalizando con dieciséis episodios más un especial, al aire las noches de los días lunes y martes a las 21:55 (KST). Narra la historia de un joven de dieciocho años de edad, que encuentra atrapado en el cuerpo de un pediatra de treinta años.

## Sinopsis
Gil Da-ran (Lee Min-jung) es una profesora sustituta que lucha tratando de obtener su certificado, además está comprometida con un médico guapo, Seo Yoon-jae (Gong Yoo). Todo es un cuento de hadas hecho realidad hasta un mes antes de la boda, Yoon-jae inexplicablemente se vuelve más distante. Al mismo tiempo, Da-ran conoce a un joven estudiante de intercambio de los Estados Unidos, Kang Kyung-joon (Shin Won-ho), que tiene una actitud frente a todo el mundo excepto Da-ran. Pero entonces Kyung-joon sufre un accidente automovilístico con Yoon-jae, y los dos pasan por encima de la barandilla. En aguas profundas, Yoon-jae trata de salvar a Kyung-joon, pero en el proceso, Yoon-jae muere y Kyung-joon termina en un estado de coma. Kyung-joon pronto despierta, pero se encuentra en el cuerpo de Yoon-jae.

## Reparto

### Personajes principales
- Gong Yoo como Seo Yoon-jae / Kang Kyung-joon.
- Lee Min-jung como Gil Da-ran.
- Shin Won-ho como Kang Kyung-joon.
- Bae Suzy como Jang Mari.
- Jang Hee-jin como Lee Se-young.

### Personajes secundarios
- Baek Sung-hyun como Gil Choong-shik.
- Jang Hyun-sung como Kang Hyuk-soo.
- Ahn Suk-hwan como Gil Min-kyu.
- Go Soo-hee como Lee Kyung-mi.
- Yoon Hae-young como Lee Jung-hye.
- Moon Ji Yoon como Na Hyo-sang.
- Choi Ran como Kim Young-ok.
- Shin Ji-soo como Lee Ae-kyung.
- Im Ji-eun como Kang Hee-soo.
- Kim Seo-ra como Ahn Hye-jung.
- Jo Young-jin como Seo In-wook.

### Otros personajes
- Yoon Joo-sang.
- Choi Dae-hoon.
- Jung Soo-young.
- Hwang Jung-min.

## Banda sonora
1. «It's You» (‘Eres tú’), interpretada por Davichi.
2. «Hateful Person» (‘Persona odiosa’), interpretada por Beast.
3. «If You Love» (‘Si amas’), interpretada por Noel.
4. «One Person» (‘Una persona’), interpretada por Huh Gak.
5. «Hey U», interpretada por Venny.
6. «I Still Love You» (‘Todavía te quiero’), interpretada por Suzy de Miss A.
7. «For Anybody» (‘Para cualquiera’), interpretada por Gong Yoo

## Recepción

### Audiencia
En azul la audiencia más baja y en rojo la más alta, correspondientes a las empresas medidoras TNms y AGB Nielsen.
| Ep.      | Fecha original de emisión | Cuota de pantalla | Cuota de pantalla | Cuota de pantalla | Cuota de pantalla |
| Ep.      | Fecha original de emisión | TNmS Ratings      | TNmS Ratings      | AGB Nielsen       | AGB Nielsen       |
| Ep.      | Fecha original de emisión | Nacional          | Seúl              | Nacional          | Seúl              |
| -------- | ------------------------- | ----------------- | ----------------- | ----------------- | ----------------- |
| 1        | 4 de junio de 2012        | 8.9 %             | 10.4 %            | 7.9 %             | 8.9 %             |
| 2        | 5 de junio de 2012        | 8.0 %             | 9.7 %             | 7.4 %             | 8.1 %             |
| 3        | 11 de junio de 2012       | 7.1 %             | 8.4 %             | 8.4 %             | 9.4 %             |
| 4        | 12 de junio de 2012       | 7.6 %             | 8.9 %             | 7.9 %             | 8.9 %             |
| 5        | 18 de junio de 2012       | 8.2 %             | 10.1 %            | 8.0 %             | 9.3 %             |
| 6        | 19 de junio de 2012       | 8.9 %             | 11.1 %            | 8.3 %             | 9.3 %             |
| 7        | 25 de junio de 2012       | 8.5 %             | 9.7 %             | 8.9 %             | 10.4 %            |
| 8        | 26 de junio de 2012       | 7.8 %             | 9.2 %             | 7.9 %             | 8.7 %             |
| 9        | 2 de julio de 2012        | 7.4 %             | 7.8 %             | 8.1 %             | 9.1 %             |
| 10       | 3 de julio de 2012        | 8.8 %             | 9.8 %             | 8.1 %             | 9.0 %             |
| 11       | 9 de julio de 2012        | 9.5 %             | 10.5 %            | 9.2 %             | 10.4 %            |
| 12       | 10 de julio de 2012       | 9.6 %             | 11.0 %            | 8.9 %             | 10.1 %            |
| 13       | 16 de julio de 2012       | 8.6 %             | 9.2 %             | 8.2 %             | 9.7 %             |
| 14       | 17 de julio de 2012       | 8.6 %             | 9.4 %             | 7.8 %             | 8.8 %             |
| 15       | 23 de julio de 2012       | 10.1 %            | 10.2 %            | 9.7 %             | 10.8 %            |
| 16       | 24 de julio de 2012       | 11.5 %            | 12.0 %            | 11.1 %            | 12.2 %            |
| Promedio | Promedio                  | 8.7 %             | 9.8 %             | 8.5 %             | 9.5 %             |

### Premios y nominaciones
| Año  | Premio                               | Categoría                                       | Nominado                | Resultado |
| ---- | ------------------------------------ | ----------------------------------------------- | ----------------------- | --------- |
| 2012 | 5th Korea Drama Awards               | Mejor banda sonora                              | One Person – Huh Gak    | Nominado  |
| 2012 | 4th MelOn Music Awards               | Mejor banda sonora                              | One Person – Huh Gak    | Nominado  |
| 2012 | 14th Mnet Asian Music Awards         | Mejor banda sonora                              | One Person – Huh Gak    | Nominado  |
| 2012 | KBS Drama Awards                     | Premio a la excelencia, actor en una miniserie  | Gong Yoo                | Nominado  |
| 2012 | KBS Drama Awards                     | Premio a la excelencia, actriz en una miniserie | Lee Min Jung            | Nominado  |
| 2012 | KBS Drama Awards                     | Premio a la excelencia, actriz en una miniserie | Suzy                    | Nominado  |
| 2012 | KBS Drama Awards                     | Premio a la mejor pareja                        | Gong Yoo & Lee Min Jung | Nominado  |
| 2012 | KBS Drama Awards                     | Premio a la mejor pareja                        | Baek Sung-hyun & Suzy   | Nominado  |
| 2012 | KBS Drama Awards                     | Premio a la popularidad                         | Suzy                    | Ganador   |
| 2013 | 49th Baeksang Arts Awards            | Actriz más popular (TV)                         | Lee Min Jung            | Nominado  |
| 2013 | 49th Baeksang Arts Awards            | Actriz más popular (TV)                         | Suzy                    | Nominado  |
| 2013 | 8th Seoul International Drama Awards | Drama coreano sobresaliente                     | Big                     | Nominado  |
| 2013 | 8th Seoul International Drama Awards | Actor coreano sobresaliente                     | Gong Yoo                | Nominado  |
| 2013 | 8th Seoul International Drama Awards | Actriz coreana sobresaliente                    | Lee Min Jung            | Nominado  |
| 2013 | 8th Seoul International Drama Awards | Banda sonora coreana sobresaliente              | Hateful Person – Beast  | Nominado  |
| 2013 | 8th Seoul International Drama Awards | Banda sonora coreana sobresaliente              | One Person – Huh Gak    | Nominado  |

## Emisión internacional
- Camboya: Hang Meas (2012).
- Chile: ETC (2018-? y 2024).
- Perú: Willax (2018-2019 y 2020).
- Ecuador: Teleamazonas (2017).
- Emiratos Árabes Unidos: MBC4 (2013).
- Filipinas: GMA Network (2013).
- Hong Kong: J2 (2012).
- Japón: TBS-TV.[12]
- Malasia: 8TV (2013).
- México: Mexiquense TV (2017).
- Singapur: Channel U (2013).
- Tailandia: Channel 7 (2015).
- Taiwán: EBC (2014, 2015).
- Vietnam: HTV3 (2013).